# سردين (إدلب)
قرية سردين قرية في سوريا. هي إحدى قرى محافظة إدلب الخضراء والتي تتبع لناحية مركز حارم. يحد قرية سردين عدة قرى صغيرة منها قورقنيا وقرية معراتا وحتان القريبة منها.
تتمركز قرية سردين على سفح جبل يطل على جميع القرى القريبة منها. تشتهر قرية سردين بخضارها المتميز وبسهولها الخصبة وهوائها النقي وإطلالاتها البهية كما تشتهر بزيتونها وزيتها وخضراواتها.